# Miotlastość wierzchołkowa ziemniaka

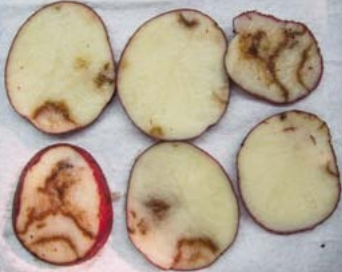
Objawy na bulwach

Miotlastość wierzchołkowa ziemniaka (ang. potato mop-top) – wirusowa choroba ziemniaka wywoływana przez wirus miotlastości wierzchołkowej ziemniaka (Potato mop-top virus, PMTV).

## Występowanie choroby
Chorobę po raz pierwszy opisano w Wielkiej Brytanii w 1966 roku, a w następnych latach stwierdzono jej występowanie w chłodniejszych obszarach Europy, w Andach w Ameryce Południowej i w Azji. W latach 1991–1992 odnotowano ją w Kanadzie, a w 2002 w Stanach Zjednoczonych. Wektorem przenoszącym wirusa jest pierwotniak Spongospora subterranea, ten sam, który u ziemniaka wywołuje chorobę parch prószysty ziemniaka. Nie wszystkie pierwotniaki są zainfekowane wirusem PMTV, ale gdy dojdzie już do ich zainfekowania, to wirus może przetrwać w tym patogenie od 10 do 18 lat po poprzednich uprawach ziemniaków. Rozprzestrzenia się wraz z zainfekowaną glebą lub zainfekowanymi bulwami.
PMTV, kojarzony z parchem prószystym ziemniaka, rzadko występuje na obszarach, na których opady deszczu są poniżej 750 mm rocznie, zwiększa się natomiast prawdopodobieństwo jego wystąpienia na obszarach, na których opady deszczu wynoszą rocznie powyżej 1125 mm. Choroby te mogą wystąpić także w cieplejszych, suchszych obszarach, które są nawadniane. Wyższa zawartość materii organicznej w glebie może zwiększać infekcję, jeśli poprawia zatrzymywanie wilgoci, lub zmniejszać infekcję, jeśli poprawia strukturę gleby i drenaż. Zagęszczenie gleby ogólnie zwiększa infekcję, utrudniając drenaż.

## Objawy
Na bulwach porażonych wirusem PMTV tworzą się rdzawobrązowe przebarwienia w postaci koncentrycznych łuków lub pierścieni i plamek. Mogą występować pojedynczo lub w większej liczbie, w niektórych przypadkach przebijają się na powierzchnię skóry. Ten typ objawów jest podobny jak w pierścieniowej plamistości pomidora wywołanej wirusem TRV. TRV jest często utożsamiany z PMTV w krajach europejskich w ramach działań regulacyjnych, ponieważ objawy bulw wydają się podobne. W niektórych przypadkach bulwy porażone wirusem PMTV mogą być zdeformowane (zwężone i wygięte). Bulwy wyhodowane z nasion zakażonych PMTV mogą nie być zakażone PMTV, a bulwy zakażone PMTV mogą nie wykazywać objawów. Nie wszystkie pędy wyrosłe z bulw zakażonych PMTV są porażone.
Wschody z zainfekowanych nasion mogą być opóźnione i nierówne. Wygląd i nasilenie choroby różni się w zależności od odmiany i warunków środowiskowych. Objawy są silniejsze w bulwach znajdujących się bliżej powierzchni gleby, prawdopodobnie z powodu większej zmienności temperatur. Zwykle podczas zbioru i tuż po nim występuje niewiele objawów, ale rozwijają się wraz z dalszym ich przechowywaniem. Cięcie bulw podczas zbioru może stymulować wiosenny rozwój choroby. Temperatura przechowywania jest ważna dla ekspresji objawów. Więcej objawów występuje w temperaturze przechowywania 8–14 °C niż w temperaturze 2–4 °C. Początkowe przechowywanie w temperaturze 18 °C przez dwa tygodnie, a następnie przechowywanie w temperaturze od 41 do 55 stopni, wywołuje objawy. Objawy bulw zwykle nie rozwijają się przy stałych temperaturach od 22–26 °C lub od 6–15 °C. Powtarzające się cykle zwiększają rozwój objawów i są stosowane jako technika przesiewowa. Stopień porażenia bulw nie jest bezpośrednim wskaźnikiem porażenia i wytwarzania zarodników w systemie korzeniowym. Głównym źródłem strat jest obniżenie jakości ziemniaków spowodowane objawami wewnętrznymi.
Objawy na liściach i łodygach pojawiają się tylko wtedy, gdy posadzone zostaną zainfekowane nasiona. Objawy są zmienne, różnią się w zależności od odmiany, pogody i pory roku. Objawom sprzyja chłodna pogoda, szczególnie zimne deszcze, i mogą zanikać, gdy sezon staje się cieplejszy. Jeśli choroba rozwinie się z zakażonych nasion, na różnych łodygach mogą występować różnego rodzaju objawy. Objawy zależą też od odmiany. Niektóre odmiany mają jasnożółty wzór plam (wzór aucuba) na dolnych liściach, niektóre odmiany mają żółte wzory w kształcie litery V (wzory jodełkowe), niektóre odmiany wykazują skrócenie międzywęźli (mop-top), niektóre odmiany mają wzory „liści ostu” wokół żyły, a niektóre odmiany mają zdeformowane liście i blady, poplamiony obszar.

## Ochrona
Brak skutecznych metod zwalczania tej choroby. Poza programami selekcji odmian i certyfikacji mającymi na celu wykrycie wirusów, zwalczanie PMTV jest generalnie ukierunkowane na zwalczanie jego wektora, Spongospora subterranea wywołującego parcha prószystego ziemniaka. Używanie czystych nasion i minimalizowanie rozprzestrzeniania się gleby i innych form zanieczyszczeń ogranicza rozprzestrzenianie się patogenu. Infekcję można w niektórych przypadkach ograniczyć, poprawiając drenaż, zmniejszając nawadnianie podczas wczesnego rozwoju bulw i opóźniając sadzenie, dopóki gleba nie będzie cieplejsza lub bardziej sucha. Zaprawianie nasion może pomóc ograniczyć rozprzestrzenianie się patogenu z zainfekowanych nasion. Zabiegi glebowe mogą zmniejszyć liczbę żywotnych form wektora. Nie określono maksymalnego czasu przeżycia dla zarodników parcha prószystego. Odnotowano pewne zmniejszenie parcha przy naprzemiennej uprawie ziemniaków z kapustnymi. Parch prószysty i wirus PMTV utrzymują się w glebie przez ponad dekadę, dłuższe rotacje zmniejszą nasilenie parcha, a tym samym zmniejszaj przenoszenie PMTV.